# Liste d'accidents nucléaires

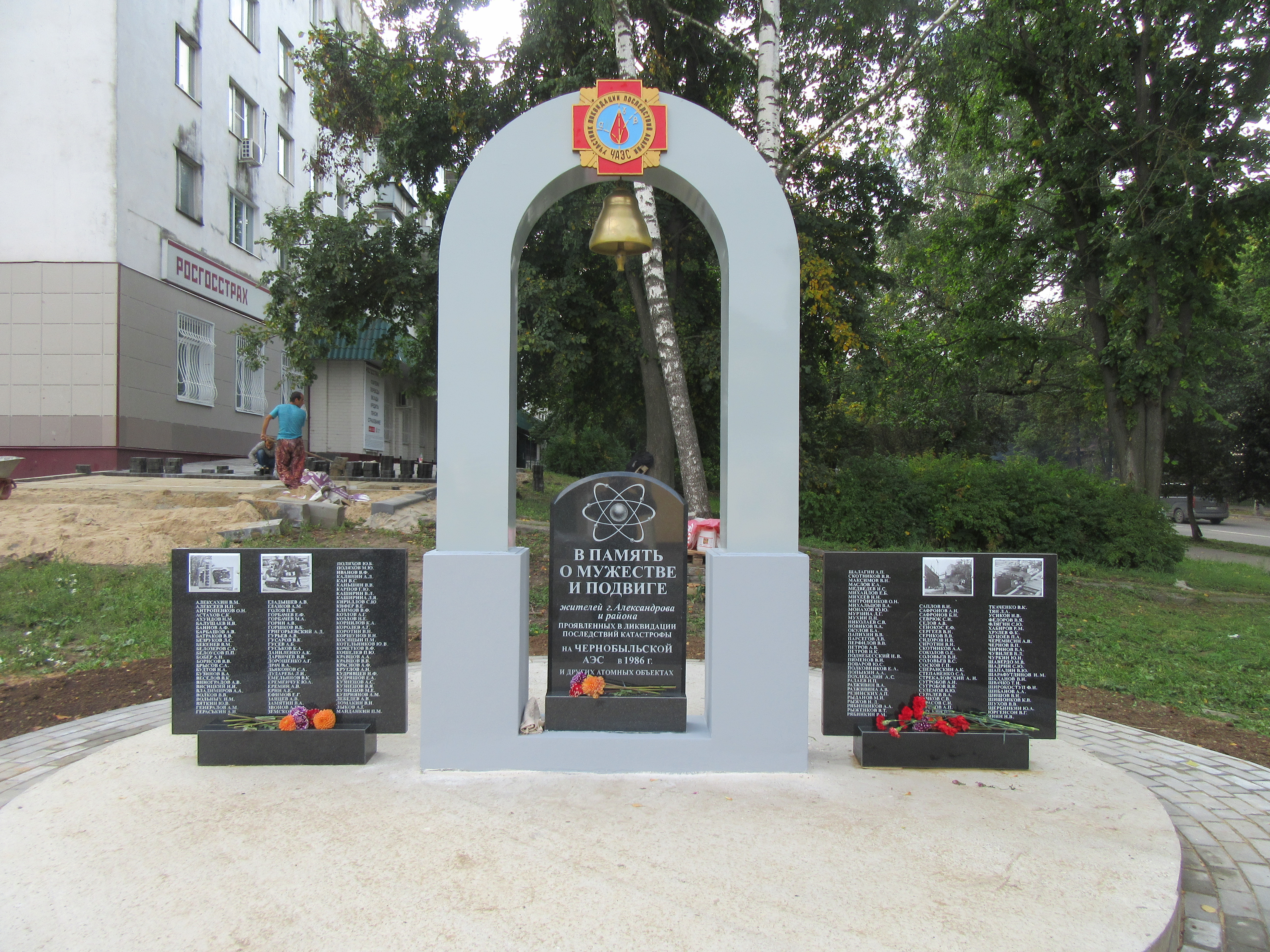
Monument érigé à l'occasion du 30e anniversaire de la catastrophe nucléaire de Tchernobyl en hommage aux liquidateurs.

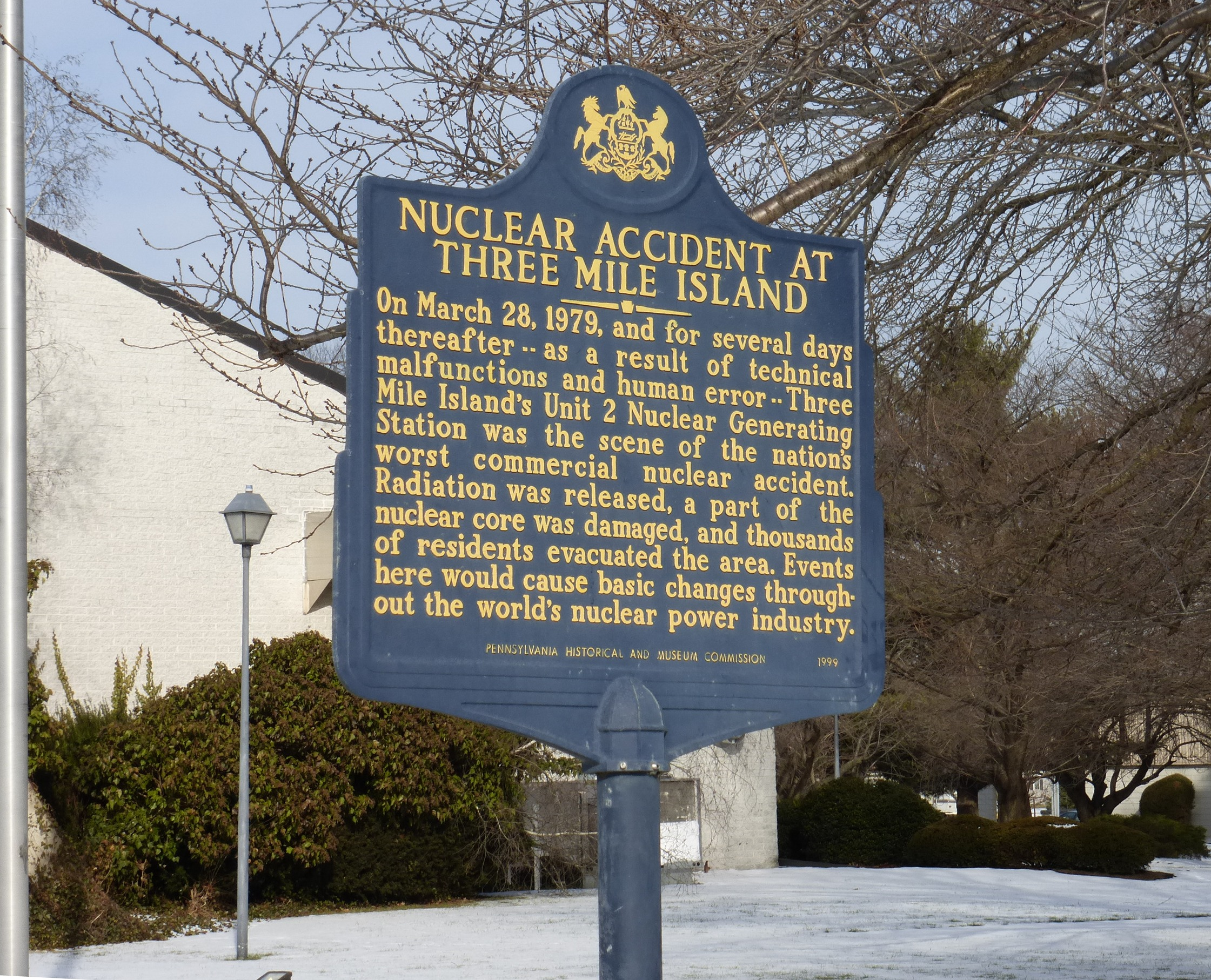
Panneau en souvenir de l’accident nucléaire de Three Mile Island.

Cette liste d'accidents nucléaires recense les accidents connus impliquant du matériel nucléaire (voir accident nucléaire). Dans certains cas, ces accidents ont causé des maladies et/ou des décès par contamination radioactive. D'autres cas ont causé des rejets accidentels de matériaux radioactifs, sans que des effets sanitaires n'aient pu y être formellement reliés. D'autres encore n'ont pas causé de contamination, et sont mentionnés ici à cause des tensions qu'ils ont suscitées (collisions entre des sous-marins nucléaires, par exemple).
Les événements catégorisés comme « accidents nucléaires », sont ceux classés aux niveaux 4 et supérieurs de l'échelle INES élaborée à la suite de la catastrophe nucléaire de Tchernobyl par l'Agence internationale de l'énergie atomique dans les années 1990. L'échelle INES ne traite que des évènements civils ; les évènements militaires liés à l'usage de matières nucléaires ne font pas partie de cette classification.

## Échelle INES
L'échelle INES a été conçue en 1990 pour quantifier au niveau mondial les niveaux de gravité des évènements nucléaires. Elle comporte 7 niveaux ; seuls les événements classés aux niveaux 4 et supérieurs sont considérés comme des accidents nucléaires. Elle se fonde sur trois critères d'analyse et de classement : l'atteinte à la défense en profondeur (D) qu'il y ait eu ou non des rejets sur site ou extérieur au site, les conséquences sur site (S), les conséquences à l'extérieur du site (E).
Cette échelle ne s'applique qu'aux événements civils, elle ne s'applique pas aux évènements nucléaires militaires, ni aux faits de guerre ou de terrorisme.
Certains États ne communiquent pas sur les accidents nucléaires.
Certains accidents sont couverts par le secret défense ; leurs circonstances et leur gravité ne sont alors pas connues avec précision.

## Accidents dans des centrales nucléaires de production d'électricité
| Indice INES | 0 | 1 | 2 | 3 | 4 | 5 | 6 | 7 |

| Année | Date        | Pays                                 | Site                   | Description | D | S | E |
| ----- | ----------- | ------------------------------------ | ---------------------- | --- | - | - | - |
| 1959  | 26 juillet  | États-Unis                           | Santa Susana           | Accident limité au site. - Le réacteur expérimental au sodium a subi une fusion partielle du cœur au Santa Susana Field Laboratory près de Simi Valley, en Californie. Selon Makhijani, Président de l'Institute for Energy and Environmental Research, « les mesures d'iode-131 ont été environ 80 à 100 fois plus importantes que les relevés provenant de Three Mile Island. », | 4 | 4 | 3 |
| 1969  | 21 janvier  | Suisse                               | Lucens                 | Accident limité au site. - Centrale expérimentale à eau lourde. Fusion partielle du coeur et éclatement d'un tube de force provoquant l'éjection de matières radioactives dans la caverne rocheuse du réacteur. La majeure partie des substances radioactives est contenue dans la caverne. | 4 | 4 | 1 |
| 1969  | 17 octobre  | France                               | Saint-Laurent-des-Eaux | Accident limité au site. - Une erreur lors des opérations de chargement du combustible du réacteur A1, entraîne la fusion de 50 kg de dioxyde d'uranium. Le réacteur est resté un an à l'arrêt pour un coût de 20 millions de francs (un peu plus de trois millions d’euros). | 4 | 4 | 0 |
| 1971  | 19 novembre | États-Unis                           | Monticello             | Incident. - Un réservoir d'eau déborde, relâchant 190 m3 d'eau contaminée dans le Mississippi. Des matières radioactives entrent plus tard dans le système d'arrivée d'eau de Saint Paul. | 2 | 2 | 2 |
| 1979  | 28 mars     | États-Unis                           | Three Mile Island      | Accident avec risque extérieur. - À la suite d'une chaîne d’événements accidentels, le cœur du réacteur n° 2 de la centrale de Three Mile Island (TMI-2) a en partie fondu, entraînant le relâchement dans l'environnement d'une faible quantité de radioactivité. | 4 | 5 | 4 |
| 1980  | 13 mars     | France                               | Saint-Laurent-des-Eaux | Accident limité au site. - Une fusion partielle de combustible du réacteur se produit sur le réacteur graphite-gaz n° 2 de l'ancienne centrale. Un morceau de tôle vient d'obstruer une partie du circuit de refroidissement. La température fait un bond, ce qui provoque la fusion de 20 kg d'uranium et entraîne l'arrêt d'urgence du cœur. Des traces de plutonium sont détectées les années suivantes dans la Loire et l'évènement est classé niveau 4 sans risque important hors du site. | 4 | 4 | 2 |
| 1986  | 26 avril    | Union soviétique (désormais Ukraine) | Tchernobyl             | Accident majeur. - À la suite d'une série d'erreurs humaines et en raison de défauts de conception, le réacteur no 4 subit une fusion du cœur puis une explosion provoquant la libération de grandes quantités de radioisotopes dans l'atmosphère. Les autorités évacuent environ 250 000 personnes de Biélorussie, de Russie et d’Ukraine. | 4 | 6 | 7 |
| 1989  | 19 octobre  | Espagne                              | Vandellos              | Incident grave. - Un incendie se déclare dans la salle des turbines de la centrale nucléaire de Vandellos 1 en provoquant indirectement une inondation et endommageant différents systèmes, notamment la réfrigération du réacteur. Cet incident est classé au niveau 3 de l'échelle INES. Le gouvernement espagnol a décidé la fermeture définitive du réacteur en novembre 1992 après qu'une fuite d'effluents liquides radioactifs eut pollué le canal voisin.                               | 3 | 2 | 0 |
| 1992  | 25 octobre  | Russie                               | Sosnovy Bor            | Incident. - Sur le réacteur no 3, un RBMK, une vanne d'arrivée d'eau d'un des 1 660 tubes de force se ferme, destruction de l'élément de combustible et du tube de force. Certaines fuites dans l'environnement. | 2 | 2 | 2 |
| 1999  | 27 décembre | France                               | Blayais                | Incident. - Lors de la tempête qui frappe alors la France, les parties basses des tranches 1 et 2, et dans une moindre mesure les tranches 3 et 4 de la centrale nucléaire du Blayais (Gironde) sont inondées, forçant l'arrêt de trois de ses quatre réacteurs. | 2 | 2 | 0 |
| 2000  | 15 février  | États-Unis                           | Indian Point           | Incident. - Le réacteur no 2 de la centrale nucléaire d'Indian Point libère une petite quantité de vapeur radioactive. C'est une rupture de tube d'un générateur de vapeur qui en est la cause. | 2 | 1 | 1 |
| 2006  | 25 juillet  | Suède                                | Forsmark               | Incident. - Défaillance du système d'alimentation électrique de secours de la tranche 1 de la centrale de Forsmark, dans le cours de l'incident la récupération de l'alimentation électrique au bout de quelques heures permet d'éviter le dénoyage du cœur ; par précaution, deux réacteurs de la centrale d'Oskarshamn sont fermés. | 2 | 2 | 0 |
| 2007  | 16 juillet  | Japon                                | Kashiwazaki-Kariwa     | Incident grave. - La centrale a subi un tremblement de terre d'intensité 6,8 dont l'épicentre était éloigné d'environ 10 km. Le séisme a causé un incendie maîtrisé deux heures après le départ du feu, ainsi que des rejets d'eau contenant des éléments radioactifs dans la mer. Des fûts contenant des déchets de faible activité ont également été renversés dans la zone de stockage, répandant pour certains leur contenu sur le sol.                                                     | 3 | 1 | 0 |
| 2011  | 11 mars     | Japon                                | Fukushima              | Accident majeur. - Cet accident est la conséquence d'un tsunami de plus de 14 m au niveau de la centrale ayant provoqué la perte totale des alimentations électriques et du refroidissement des réacteurs nucléaires, ce tsunami faisait suite à un séisme de magnitude 9.0. | 4 | 6 | 7 |
| 2011  | 7 juin      | États-Unis                           | Fort Calhoun           | Incident. - À la suite du débordement de la rivière Missouri, la centrale nucléaire de Fort Calhoun est inondée. Le cœur avait été déchargé en avril en vue de son remplacement périodique et l'arrêt était prolongé pour des inspections et réparations nécessaires. En plus de l'inondation, un incendie s'était déclaré. | 2 | 1 | 0 |

## Accidents liés à l'industrie du combustible et des déchets

### Accident sur des unités de production de plutonium
| Année | Date         | Pays             | Site                                                                                        | Description | D                  | S | E |
| ----- | ------------ | ---------------- | ------------------------------------------------------------------------------------------- | --- | ------------------ | - | - |
| 1957  | 29 septembre | Union soviétique | Complexe nucléaire Maïak                                                                    | Accident grave. - Explosion d'un réservoir de déchets nucléaires liquides, libérant un nuage radioactif qui contamine une région entière autour de Kychtym sur 800 km2. Plus de 200 personnes décèdent, 10 000 personnes sont évacuées et 470 000 personnes sont exposées aux radiations. | 4                  | 5 | 6 |
| 1957  | 7 octobre    | Royaume-Uni      | Windscale Pile 1 (le site de Windscale a été rebaptisé Sellafield à la suite de l’accident) | Accident avec risque extérieur. - Incendie de Windscale. Le cœur en graphite s'enflamme au cours d'un recuit — chauffage destiné à éliminer des dislocations, défauts produits par les neutrons, la libération de l'énergie des dislocations pouvant conduire à un échauffement du graphite. Des produits de fission, essentiellement de l'iode 131, sont rejetés à l'extérieur. Aucune mesure d'évacuation n'a été nécessaire, mais les autorités compétentes prennent les mesures suivantes pour maîtriser le danger : interdiction de la consommation de certains produits et contrôle et arrêt des livraisons de lait pendant deux mois sur une zone de 500 km2. | 4                  | 5 | 5 |
| 1981  | 6 janvier    | France           | Usine de retraitement de La Hague                                                           | Incident grave. - Incendie de déchets radioactifs dans un silo de stockage non confiné. | 3                  | 0 | 0 |
| 1993  | 6 avril      | Russie           | Tomsk-7                                                                                     | Accident limité au site. - Emballement d'une réaction en chaine dans l'usine de retraitement des déchets de tomsk-7, provoquant une forte explosion de 17 bars et un rejet important de matière radioactives dans l'atmosphère,. | 4                  | 0 | 0 |
| 1999  | 30 septembre | Japon            | Tokaimura                                                                                   | Incident grave. - Accident nucléaire de Tokaimura. L'introduction dans une cuve de décantation, à la suite d'une erreur de manipulation, d'une quantité anormalement élevée d'uranium (16,6 kg) dépassant très largement la valeur de sécurité (2,3 kg), est à l'origine de la réaction de criticité. Cet accident de criticité a tué deux des ouvriers de la centrale. Au moins 667 travailleurs, intervenants d'urgence et résidents proches sont exposés à des rayonnements excessifs à la suite de l'accident. | 3                  | 3 | 2 |
| 2005  | 18 avril     | Royaume-Uni      | Site nucléaire de Sellafield (ex-Windscale)                                                 | Incident grave. - 83 000 litres de combustible liquéfié fortement radioactif, contenant environ 20 t d'uranium et de l'acide nitrique concentré se sont échappés d'une fissure dans un tuyau et se sont répandus dans une cuve en acier inoxydable contenant 200 kg de plutonium dans l'enceinte de l'usine de retraitement Thorp, laquelle est située à Sellafield. | 3                  | 0 | 0 |
| 2014  | 14 février   | États-Unis       | WIPP                                                                                        | Écart - Le site d'enfouissement est fermé à la suite de la détection d'une fuite radioactive consécutive au mauvais conditionnement d'un container. | 2[réf. nécessaire] | 0 | 0 |

## Accidents dans le domaine de la recherche

### Années 1940
- 24 juin 1942. Leipzig, Allemagne : la pile atomique Leipzig L-IV, sous la responsabilité de Werner Heisenberg et Robert Döpel, prend feu et explose. Cela s'est produit peu de temps après que cette pile L-IV démontre la première propagation de neutrons contrôlée en Allemagne. L'appareil était en phase de révision ; pendant l'inspection, de l'air s'est introduit dans le cœur du réacteur, conduisant à l'allumage de la poudre d'uranium présente à l'intérieur. Le feu fit bouillir l'eau de refroidissement, créant suffisamment de pression pour faire exploser le réacteur. Un jet de particules d'uranium enflammées a traversé le laboratoire, allumant un grave incendie[14].
- 2 septembre 1944. Laboratoire national d'Oak Ridge (Tennessee, États-Unis). Un récipient d'hexafluorure d'uranium a éclaté dans la salle de transfert du laboratoire, tuant deux personnes et en blessant trois autres. Un tuyau de vapeur a explosé et la vapeur arrivant s'est combinée avec un composé à base d'uranium pour former du fluorure d'hydrogène, qui a été inhalé par les cinq personnes.
- 21 août 1945. Harry K. Daghlian Jr., un employé du site Omega du laboratoire national de Los Alamos Nouveau-Mexique (États-Unis), a accidentellement créé une masse surcritique quand il a laissé tomber une brique de carbure de tungstène sur un noyau de plutonium. Il a rapidement enlevé le morceau, mais a été fatalement irradié dans l'incident. Il meurt le 15 septembre[15].

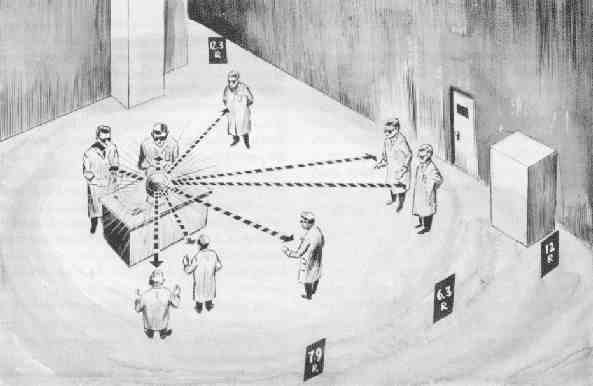
Dessin de Louis Slotin et des personnes présentes dans la pièce au moment de l'accident du 21 mai 1946.

- 21 mai 1946. Laboratoire national de Los Alamos, Nouveau-Mexique (États-Unis). Le physicien canadien Louis Slotin a manuellement assemblé une masse critique de plutonium au cours d'une démonstration. Son appareil était constitué de deux demi-sphères de plutonium recouvertes par du béryllium, qui pouvaient être déplacées lentement pour mesurer la criticité. Normalement les sphères auraient dû être manipulées par une machine, mais Slotin les a manipulées manuellement en plaçant son doigt dans un trou, comme dans une boule de bowling. Un certain nombre de butées auraient dû empêcher les deux hémisphères de tomber, mais il les avait enlevées. Il a utilisé un tournevis pour contrôler l'écart entre les sphères. À un moment le tournevis a glissé et l'ensemble est devenu critique pendant qu'il le tenait. Aucun des sept observateurs n'a reçu une dose mortelle, mais Slotin meurt le 30 mai 1946 d'un empoisonnement massif, ayant reçu une dose estimée de 1 000 rads, ou 10 gray (Gy).

### Années 1950
| Année | Date        | Pays        | Site                                      | Description | D | S | E  |
| ----- | ----------- | ----------- | ----------------------------------------- | --- | - | - | -- |
| 1952  | 21 décembre | Canada      | Chalk River                               | Accident limité au site. - Une perte subite de l'eau de refroidissement du réacteur expérimental à eau lourde NRX, associée à une fausse manœuvre sur les barres de contrôle et de nombreuses erreurs opératoires, provoqua une grande impulsion de puissance. Plusieurs explosions d'hydrogène s'ensuivirent, elles propulsèrent le toit de l'enceinte de confinement des gaz qui demeura enfoncé dans la superstructure. Des fuites de gaz et de vapeurs radioactives dans l'atmosphère se produisirent, elles furent accompagnées par le déversement de 4 000 m3 d'eau dans des tranchées peu profondes non loin de la rivière des Outaouais. Le cœur du réacteur étant totalement anéanti, il fallut l'enterrer en tant que déchet radioactif. Irradiation de 31 employés, à des doses de 4 à 17 rems (0,04 à 0,17 mSv). | 4 | 4 | 1  |
| 1956  | 26 octobre  | France      | Marcoule                                  | Accident limité au site. - Le 26 octobre 1956, alors que le réacteur nucléaire G1 atteint pour la première fois une puissance maximale de 40 MW thermique converti en 3 MW électrique, 5 à 7 kg d'uranium s'oxyde et fond dans une cartouche de combustible, probablement en raison d'une réduction accidentelle du débit de gaz de refroidissement. Le canal accidenté et les canaux voisins sont fortement contaminés, mais les conséquences extérieures auraient été rendues négligeables grâce aux filtres. Le tube contenant cette cartouche de combustible fondu ne sera pas ouvert pour analyse avant 1961 en raison des risques encouru lors de cette opération. Entre 3 et 7 kg d'uranium ont fondu selon l’estimation initiale que beaucoup d’agents du CEA considèrent alors comme surestimée. L’analyse de 1961 confirme cette estimation (entre 5 et 7 kg). Ce premier "incident grave" de l'histoire du nucléaire français est présenté par des experts du CEA lors de la seconde Conférence internationale sur l'utilisation de l'énergie atomique à des fins pacifiques à Genève en 1958. | 4 | 2 | 0  |
| 1958  | 24 mai      | Canada      | Chalk River                               | Accident limité au site. - Accident au cours du déchargement, un élément combustible endommagé, sorti du réacteur, est insuffisamment refroidi et prend feu. Le site est fortement contaminé par le combustible nucléaire et ses produits de fission. Durant l'accident et les travaux qui ont suivi, doses reçues : 3 personnes de 100 à 200 mSv, 15 personnes de 50 à 100 mSv, 30 personnes de 30 à 50 mSv, et 104 personnes de 10 à 30 mSv. | 4 | 2 | 0  |
| 1958  | 25 octobre  | Yougoslavie | Institut des sciences nucléaires de Vinča | Accident limité au site. - À la suite de la saturation d'une chambre de détection, une excursion de puissance n'est pas détectée dans un réacteur de recherche à puissance nulle, conduisant à un accident de criticité. Six chercheurs reçoivent une dose estimée de 2 à 4 sieverts, cinq font l'objet d'une greffe de moelle réalisée par Georges Mathé à l'hôpital Saint-Louis en France,. Quatre ont survécu à la greffe. | 4 | 4 | 0, |
| 1959  | 14 novembre | France      | Marcoule                                  | Accident limité au site. - À la fin de la deuxième montée en puissance du réacteur graphite-gaz militaire G2 (200 MWth, 36 MWé), échauffement brutal d'un canal, non détecté en raison d'une erreur de câblage de thermocouple, avec rupture violente des gaines dans ce canal et contamination importante de 100 canaux sur un total de 1200. Malgré les conditions météorologiques défavorables, le réacteur est vidé de son CO2 pour réparations, ce qui entraîne une irradiation des habitants du voisinage, qui ne semblent pas avoir été avertis. Selon les autorités, cette irradiation est très faible. Au cours des réparations, le personnel subira des irradiations sérieuses.[réf. nécessaire] | 4 | 2 | 0  |

### Années 1960

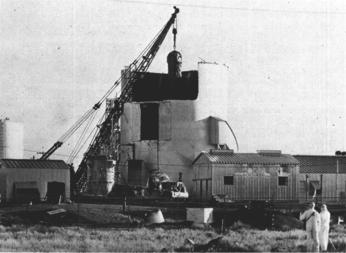
Réacteur SL-1 retiré de la National Reactor Testing Station

- 3 janvier 1961, laboratoire national de l'Idaho à Idaho Falls, Idaho. Trois techniciens (John Byrnes, Richard McKinley et Richard Legg) sont tués alors qu'ils effectuent une manœuvre de routine dans le réacteur expérimental SL-1 : une explosion de vapeur a lieu vers 21 h, à la suite d'une excursion de puissance consécutive à une manipulation des barres de contrôle. Les corps sont si sévèrement irradiés qu'il est nécessaire d'enterrer leurs mains séparément dans une décharge pour déchets radioactifs. Le réacteur est démonté, puis le noyau de 13 t et la cuve sont retirés quelques mois plus tard.
- Janvier 1965, Livermore, Californie. Un accident au laboratoire national Lawrence Livermore libère 300 kCi de substance radioactive.
- Septembre 1966, feu de plutonium au laboratoire national Lawrence Livermore.
- 5 octobre 1966, sur le rivage du lac Érié près de Monroe, (Michigan), un dysfonctionnement du système de refroidissement au sodium du réacteur nucléaire de démonstration Enrico Fermi cause une fusion partielle du cœur. La radiation est contenue. Personne n'est à l'intérieur à ce moment-là. Les employés réussissent à éteindre manuellement le réacteur de 200 MW. Il est remis en service en octobre 1970 puis démantelé en novembre 1972[20].

### Années 1970
- 9 septembre 1973, Chevtchenko, Kazakhstan : incendie du réacteur BN-350 RNR-Na surgénérateur. Nombres de victimes éventuelles non connu.
- 30 novembre 1975, Sosnovy Bor, en Russie, le réacteur no 1, le prototype du réacteur RBMK 1000, subit une défaillance de la machine de chargement, un début d'excursion de puissance et une fusion à 50 % du cœur, la ventilation rejette 131 000 curies d'iode contaminant un territoire de 25 km2, aucune action de protection des habitants n'est entreprise.

### Années 1980
- 7 juin 1981, Sud-Est de Bagdad, en Irak : le réacteur nucléaire expérimental de 70 MW, Osirak, construit par la France sur le modèle d'Osiris, en Irak, est détruit partiellement par un bombardement de l'aviation israélienne, pendant l'opération Opéra[21]. Il sera de nouveau bombardé, par l'armée américaine en 1991, lors de la guerre du Golfe, pendant l'opération Tempête du désert[22].
- 23 septembre 1983, Buenos-Aires, Argentine, au centre atomique de Constituyentes. Non observance des règles de sécurité lors d'une manipulation ; un mort.

### Années 2000
| Année | Date   | Pays   | Site   | Description | D | S | E |
| ----- | ------ | ------ | ------ | --- | - | - | - |
| 2011  | 4 juin | Égypte | Anshas | Incident grave. - À la suite de l'explosion d'une pompe dans le réacteur expérimental d’Anshas (Nord du Caire), alors mis en service sans autorisation, une fuite de 10 m3 d'eau radioactive s'est produite. | 3 | 0 | 3 |

## Accidents liés à l'utilisation de sources radioactives en médecine et dans l'industrie

### Avant 2000
- 1961. Suisse : un mort par peinture tritiée.
- 1962. Mexique : source de gammagraphie perdue ; 4 morts dans le public.
- 1963. Chine : 2 morts par irradiateur de semences.
- 1964. Allemagne : un mort par peinture tritiée.
- 1964. États-Unis : Woods River Junction : erreur de manipulation lors d'un transfert de solution de nitrate d'uranyl hautement enrichi ; un mort.
- 1974-1976 : Accident de radiothérapie de Columbus, erreur de calibrage d'un appareil de radiothérapie à Columbus en Ohio ; dix morts.
- 1975. Italie : exposition accidentelle à une source de cobalt 60 (irradiateur d'aliments) ; un mort à Brescia.
- 1978. Algérie : un mort par une source de radiographie perdue.
- 1981. États-Unis, Oklahoma : exposition à un appareil de radiographie industrielle ; un mort.
- 1982. Norvège : exposition à un appareil de stérilisation d'instruments ; un mort.
- 1983. Mexique, Ciudad Juarez : une source de cobalt 60 est envoyée à la ferraille et contamine de 300 à 500 personnes ; pas de mort.
- 1984. Maroc, Mohammedia : Accident de radiation marocain en 1984 une source d'iridium 192 employée pour radiographier des soudures sur un site de construction est perdue au cours d'un transport, ramassée par un passant, emportée au domicile de ce dernier ; 8 morts.
- 1986. États-Unis, Texas : 2 morts par suite d'un accident auprès d'un accélérateur linéaire.
- Les irradiés de Taïwan: À partir de 1982, à (Taïwan), des immeubles sont construits avec un ferraillage contaminé par une source de cobalt 60. L'affaire devient publique lorsqu'un employé de la compagnie électrique découvre à l'été 1992 que son compteur Geiger indique chez lui des niveaux de contamination dépassant largement la limite[23]. On découvre alors que l'affaire concerne des centaines d'immeubles, 1 700 logements, et environ 10 000 personnes, ayant reçu une dose moyenne de 400 millisieverts (allant de 18 à 525 mSv) par an[24], soit 9 à 20 fois la dose naturelle et ce, pendant 9 à 20 ans. Elle se double d'un scandale, car l'agence gouvernementale Atomic Energy Council (AEC) avait déjà découvert le problème dès 1985, à la suite d'un contrôle de l'appareil radiographique d'un dentiste dans un de ces logements, et étouffé l'affaire. Le fabricant du ferraillage en ayant perdu la trace, tous les immeubles concernés ne sont pas découverts : selon la Radiation Safety and Protection Association Taiwan (RSPAT), seuls 7 000 tonnes sur les 20 000 fabriquées ont été identifiés, et peuvent se trouver n'importe où dans l'île. De plus, les habitants ont continué à vivre des années dans les mêmes lieux, notamment faute d'indemnisation (pour les propriétaires) ou d'autres logements (pour les locataires). De 1995 à 2000, un suivi médical de 4 100 résidents a initialement établi que 89 avaient un cancer ; mortel pour 39 d'entre-eux[23]. Cependant, une étude approfondie réalisée ultérieurement par des chercheurs taïwanais a révélé que le taux de cancers des résidents a été en fait très nettement inférieur à celui d'une population équivalente, non irradiée de la sorte[25],[24]. Cet évènement constitue un cas extrêmement rare d'irradiation externe significative affectant un nombre important de personnes. Il est spécialement intéressant en ce qui concerne la controverse autour des effets des faibles doses d'irradiation.

- 1987, accident nucléaire de Goiânia (État de Goiás, Brésil). Un appareil de radiothérapie, abandonné dans un ancien hôpital, est récupéré par des ferrailleurs pour la revente du métal au poids. Le césium 137, produit actif de l'appareil, est dispersé. Les gens jouent avec, attirés par la lumière bleue qu'il émet. Au moins quatre personnes décèdent dans les 75 jours après la découverte, 249 personnes présentent des contaminations importantes, 54 hospitalisations sont réalisées, dont 21 en soins intensifs, et 600 personnes sont encore sous surveillance médicale en 2003. Cet accident a été classé au niveau 5 sur l'échelle INES[26].

- 1990, Accident de radiothérapie de Saragosse, 27 patients exposés à un surdosage radiologique ; 11 morts.

- 1991, Affaire des irradiés de Forbach classé de niveau 3 (incident grave) sur l'échelle INES : trois sous-traitants irradiés, un mort.

- 25 mai 1998, Algésiras, en Espagne. Le 25 mai 1998, une usine espagnole fit accidentellement fondre une capsule radioactive dans ses hauts-fourneaux. L'incident passe inaperçu. Le 9 juin, le gouvernement suisse annonça que les détecteurs placés sur son territoire avait mesuré un taux de radioactivité mille fois supérieur au niveau normal, dépassant localement 1 Bq/m3. La source était inconnue. La France, l'Allemagne et l'Italie confirmèrent ces mesures. Le lendemain, une aciérie proche d'Algésiras en Espagne signala à l'Agence Espagnole de Sécurité Nucléaire que des fuites radioactives avaient été détectées dans l'un des systèmes de filtration de ses hauts-fourneaux. L'agence n'avait toutefois pas observé d'élévation du niveau de rayonnement sur ses appareils de mesure. Le 12 juin, la source d'émission est identifiée comme étant un appareil de radiothérapie médical contenant une source de césium 137 qui apparemment avait fondu dans les hauts-fourneaux de l'aciérie récupérant les déchets métalliques. La quantité de césium et la durée du processus n'ont jamais été connus mais on estime que l'incident s'est produit durant la dernière semaine de mai 1998. Le 12 juin, l'AIEA annonçait officiellement l'incident et spéculait sur son éventuelle relation avec les niveaux élevés de césium 137 détectés en Europe fin mai et début juin 1998. Des simulations ont été réalisées par le National Atmospheric Release Advisory Capability du LLNL (NARAC) sur la base des concentrations de césium et des courants atmosphériques et ont permis d'identifier le lieu exact d'émission de césium. Il en ressort que l'usine a libéré au total 1 850 GBq de césium 137 (50 curies), une valeur plus favorable que celle estimée par le gouvernement espagnol (296–2 960 GBq, 8–80 curies).

- Fin 1998 à Istanbul, des ferrailleurs cherchent à récupérer le métal d’un conteneur dans lequel la source de cobalt-60 est toujours présente. Ils tentent d’ouvrir le conteneur, subissant alors une faible irradiation. Réussissant à l’ouvrir, ils reçoivent une forte irradiation qui leur provoque des malaises. Ils interrompent alors leur tentative. En fonction des dommages subis (chute de leucocytes et de plaquettes), la dose réelle reçue est estimée entre 3 et 4 grays. Les lésions subies par l’ADN des victimes restent cependant modérées[27].

### Après 2000
- 27 décembre 2001. L'incident nucléaire de Roissy s'est produit sur un colis transportant des matériaux radioactifs (billes d'iridium 192) expédié de Suède par la société Studsvik à destination de la société SPEC basée aux États-Unis avec un transit le 29 décembre 2001 à l'aéroport Roissy-Charles-de-Gaulle. Cet incident grave a été classé au niveau 3 de l'échelle INES par l'autorité suédoise de sûreté radiologique.

- Au début des années 2000, lors de l'affaire des surirradiés de l'hôpital d'Épinal plus de 5 500 patients sont exposés à une sur-irradiation lors de traitements, dont 24 très fortement irradiés  entre mai 2004 et août 2005; 5 en sont morts.

- 11 mars 2006 en Belgique, un opérateur de la société Sterigenics de Fleurus, spécialisée dans la stérilisation d'équipements médicaux pénètre durant 20 secondes dans une cellule d'irradiation contenant une source scellée de cobalt 60 où aucune opération n'étant en cours, les sources radioactives auraient dû être plongées dans une piscine sous cinq à six mètres d'eau en attendant la production[28]. Trois semaines plus tard il éprouve quelques symptômes typiques d'une irradiation (vomissement, perte de cheveux). On estime qu'il a reçu une dose élevée comprise entre 4,4 et 4,8 Gy à la suite d'une défaillance du système de contrôle-commande hydraulique assurant le maintien de la source radioactive dans la piscine (la hauteur d'eau servant de bouclier biologique). L'opérateur passera près d'un mois à l'hôpital avant de pouvoir rentrer chez lui. Après la mise sous scellé de la cellule concernée pendant près d'un mois, l'Agence fédérale de contrôle nucléaire (AFCN), en collaboration avec les auditeurs privés d'AVN et le contrôle du bien-être au travail ont imposé à Sterigenics un programme d'actions incluant la mise en place de systèmes de sécurité hydrauliques, électriques et mécaniques redondants. Il s'agit d'un accident de niveau 4 sur l'échelle INES[29].

- 12 mars 2008, France, un travailleur est exposé à une source radioactive de haute activité de cobalt 60 à l'Office national d'études et de recherches aérospatiales (ONERA) de Toulouse. Cette source radioactive est utilisée dans un bunker pour faire des essais d'irradiation de composants électroniques destinés à équiper des satellites. L'ASN a classé cet incident au niveau 3 de l'échelle INES.

- 25 août 2008, Belgique, IRE. L'Autorité belge de sûreté nucléaire et de radioprotection, l'Agence fédérale de contrôle nucléaire (AFCN), a été informée le 25 août 2008 par l'Institut des radioéléments (IRE) qu'une fuite d'iode radioactif s'était produite sur son site de Fleurus en Belgique, près de Charleroi. L'IRE produit des radioéléments pour une utilisation médicale. L'iode 131 est utilisée, en particulier, pour le traitement des affections thyroïdiennes. L'AFCN a classé cet incident au niveau 3 de l'échelle INES[30].

- 23 mai 2013, Japon, l'Agence japonaise de l'énergie atomique (JAEA) a annoncé le 27 mai que 30 chercheurs du laboratoire de physique nucléaire de Tokaimura ont été exposés à des radiations lors d'un incident dans un laboratoire nucléaire. L'autorité de réglementation du nucléaire (NRA) du Japon a critiqué « l'absence de culture de sûreté » de la JAEA, opératrice du site où l'incident a eu lieu, et a classé cet incident au niveau 1 sur l'échelle INES[31],[32].

- 8 aout 2019, Nord-Ouest de la Russie, les médias locaux et nationaux russes annoncent, avec retard, un accident radiologique d'origine militaire. Il s'agirait d'une explosion survenue lors de tests d'un nouveau système de propulsion de missile impliquant des radioisotopes[33].

## Accidents dans le domaine militaire
Cette liste est incomplète, les accidents ayant lieu dans l'ancien bloc de l'Est, en Chine et d'autres nations possédant l'arme nucléaire n'étant pas annoncés par les autorités de ces États. Dans son livre Command and Control, Eric Schlosser recense 1 200 incidents entre 1950 et 1968.

### Accident lors d'essais nucléaires

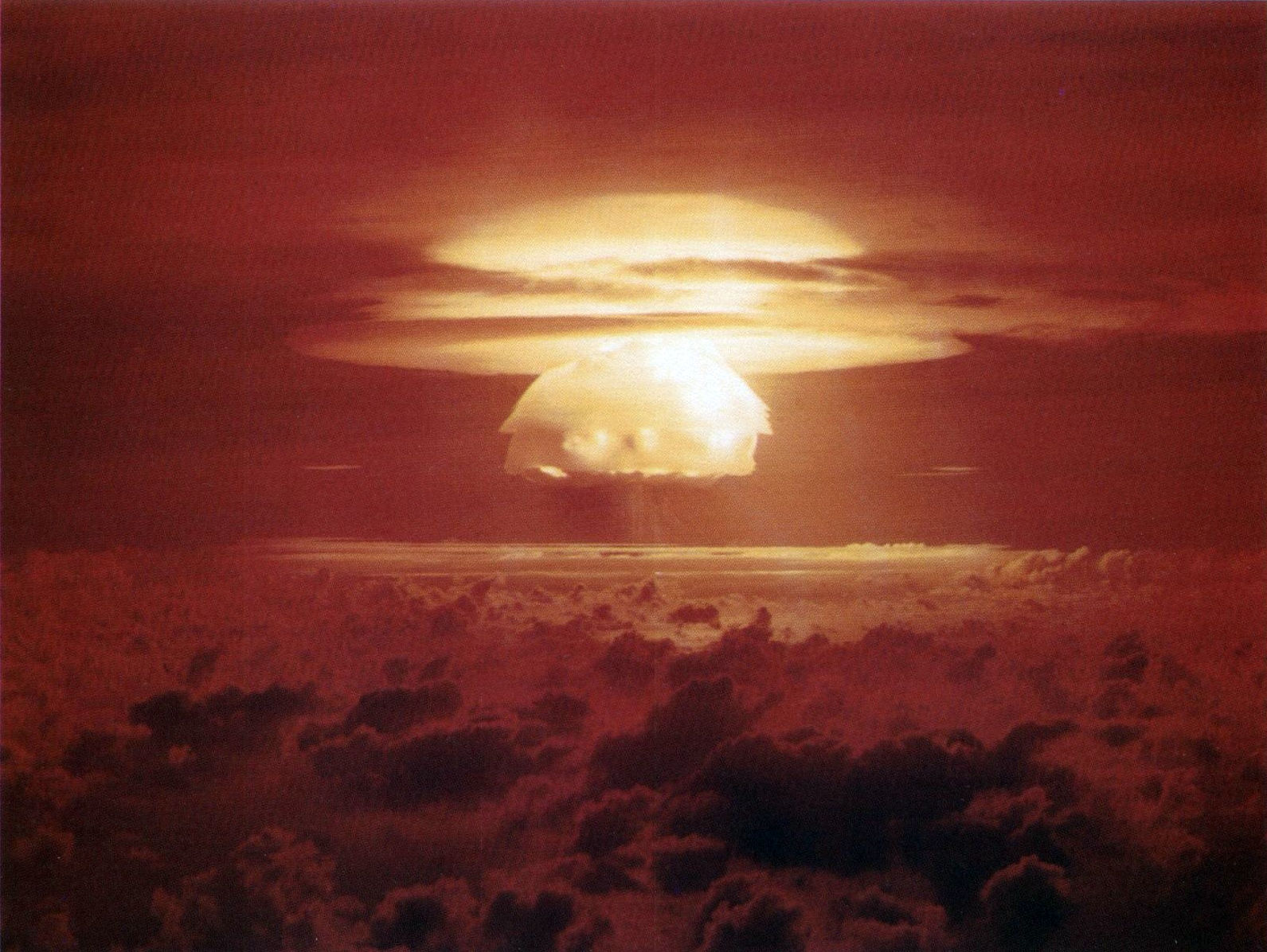
Castle Bravo
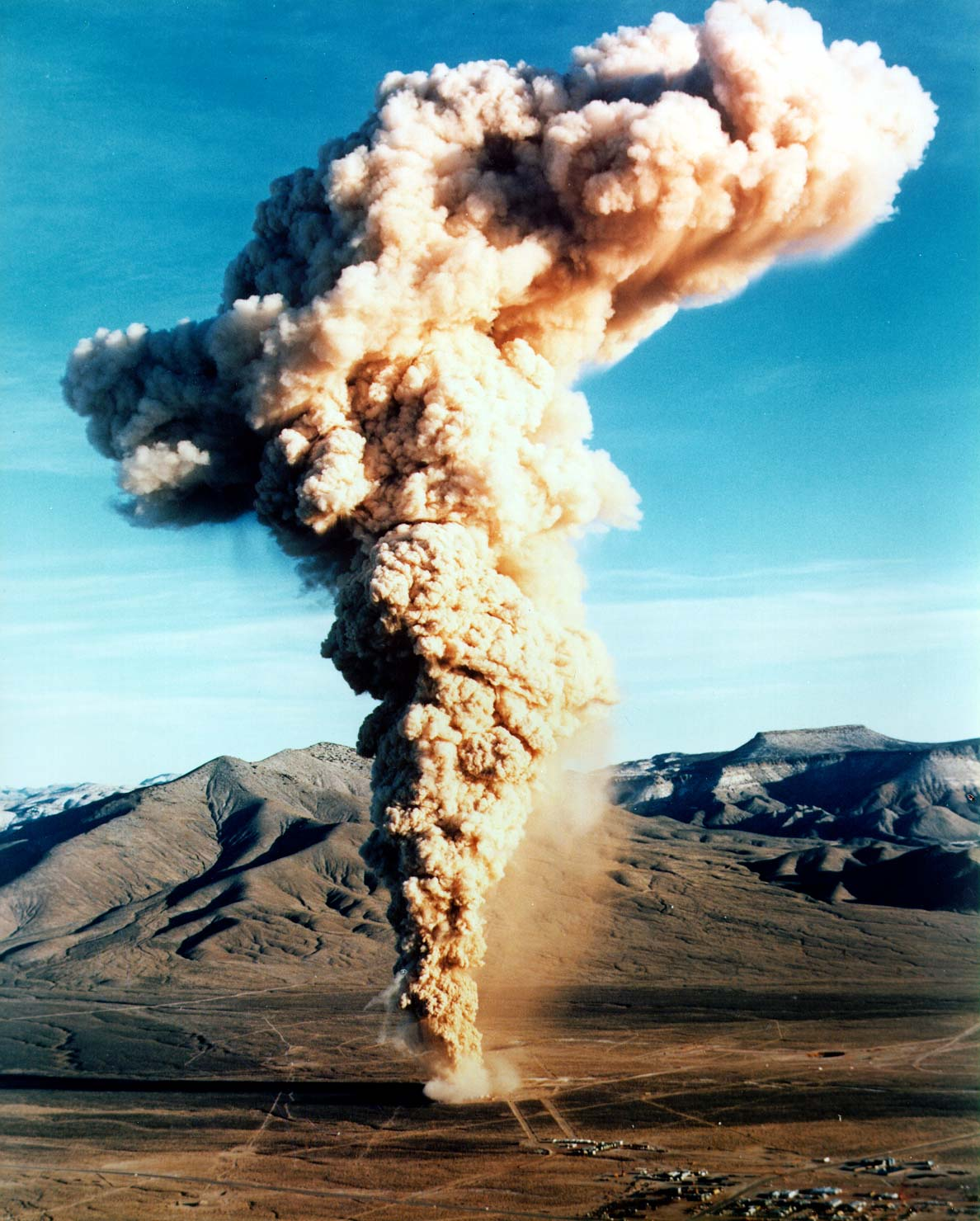
Accident de Baneberry

Pour mémoire, sans être des accidents nucléaires à proprement parler, tous les essais nucléaires atmosphériques ont entraîné des retombées radioactives. Seules sont indiquées ici les retombées accidentelles imprévues (hors contamination directe dès lors que la boule de feu entre en contact avec le sol).
| Date              | Lieu                                     | Accident | Gravité |
| ----------------- | ---------------------------------------- | --- | ------- |
| 1954, 1er mars    | États-Unis, Atoll de Bikini              | Essai nucléaire aérien Castle Bravo : de mauvaises prévisions méteo n'avaient pas prévu l'inversion des vents en altitude. Le nuage de cendres radioactives atteint plusieurs atolls habités à une distance de 150 à 250 km.                                                    |         |
| 1961, 10 décembre | États-Unis, Nouveau-Mexique              | Essai nucléaire souterrain Gnome : il libère des nuages imprévus de vapeurs radioactives, ce qui entraîne la fermeture de quelques autoroutes du Nouveau-Mexique. |         |
| 1962, 1er mai     | Algérie, In Ecker                        | Accident de Béryl : lors du deuxième essai souterrain réalisé dans le Sahara par la France, la montagne Taourirt Tan Afella devant contenir l'explosion se fissure à la suite de l'essai précédent et libère un nuage radioactif contaminant plusieurs militaires et officiels. |         |
| 1970, 18 décembre | États-Unis, Nevada Test Site, Yucca Flat | Essai nucléaire souterrain Baneberry : il libère 250 PBq de radioactivité par une fissure dans la roche. |         |

### Accident sur des armes en service
Voici les noms de code des incidents et des accidents d'armes nucléaires par le département de la Défense des États-Unis :
- Empty Quiver en français : « carquois vide » : saisie, vol ou perte d'une arme nucléaire américaine ;
- Dull Sword en français : « sabre émoussé » : événement ou déficience non catégorisé comme incident, impliquant une arme nucléaire ou une ogive nucléaire, des composants nucléaires, ou véhicule transportant une arme nucléaire ;
- Bent Spear en français : « lance pliée » : incident significatif (non catégorisé comme Broken Arrow et Nuke Flash) ;
- Broken Arrow en français : « flèche brisée » : accident d'une arme nucléaire américaine qui ne crée pas un risque de guerre ;
- Nuke Flash en français : « flash nucléaire » : lancement accidentel et non autorisé d'une arme nucléaire créant un risque de guerre.

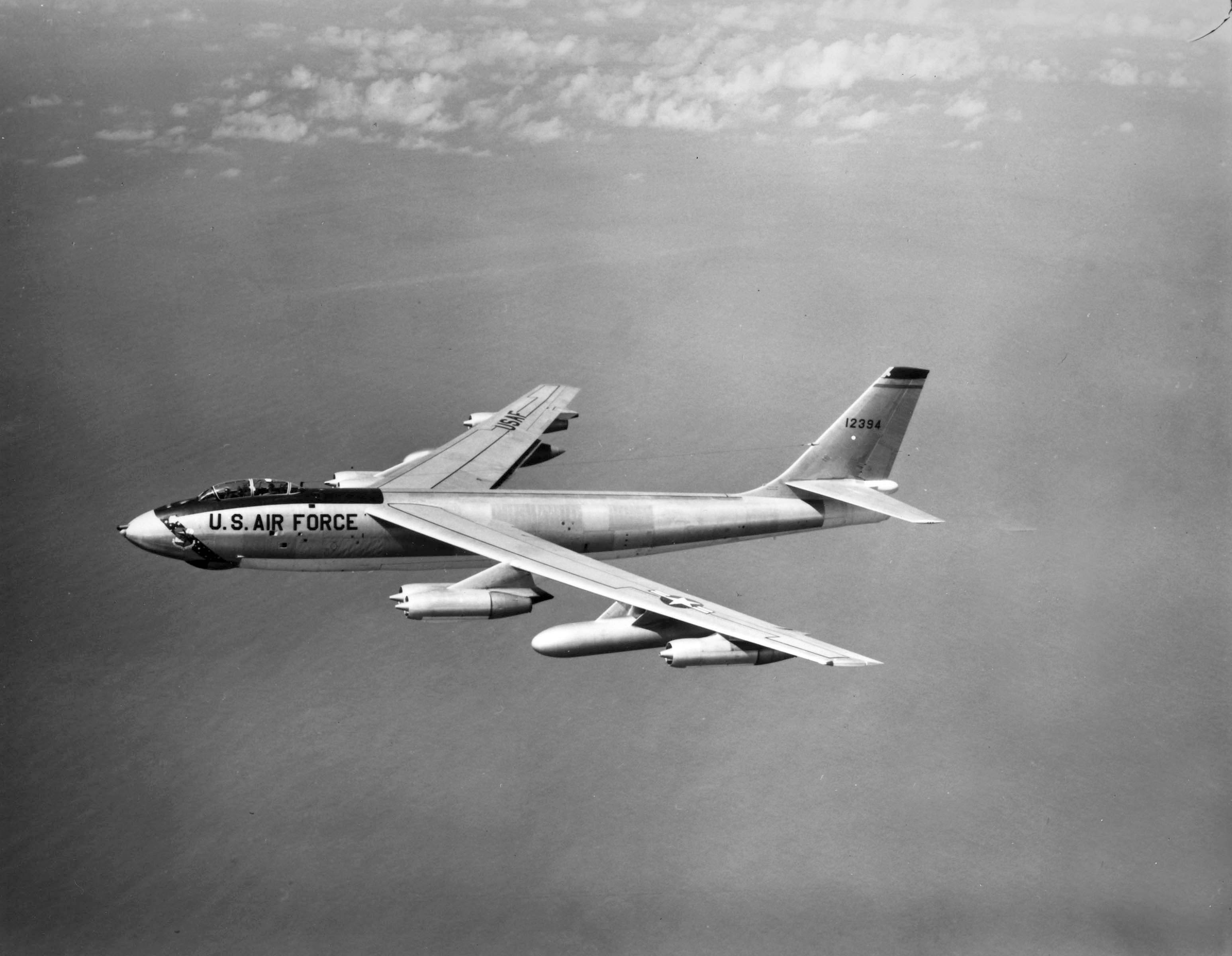
B-47
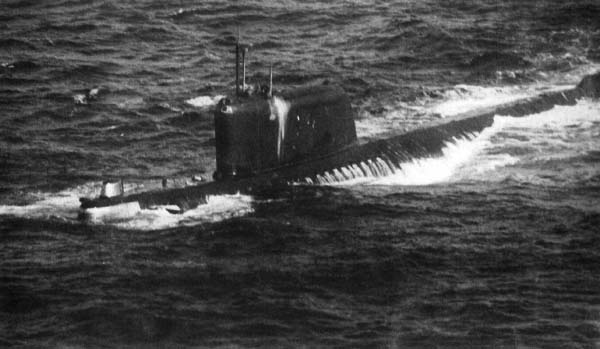
K-19
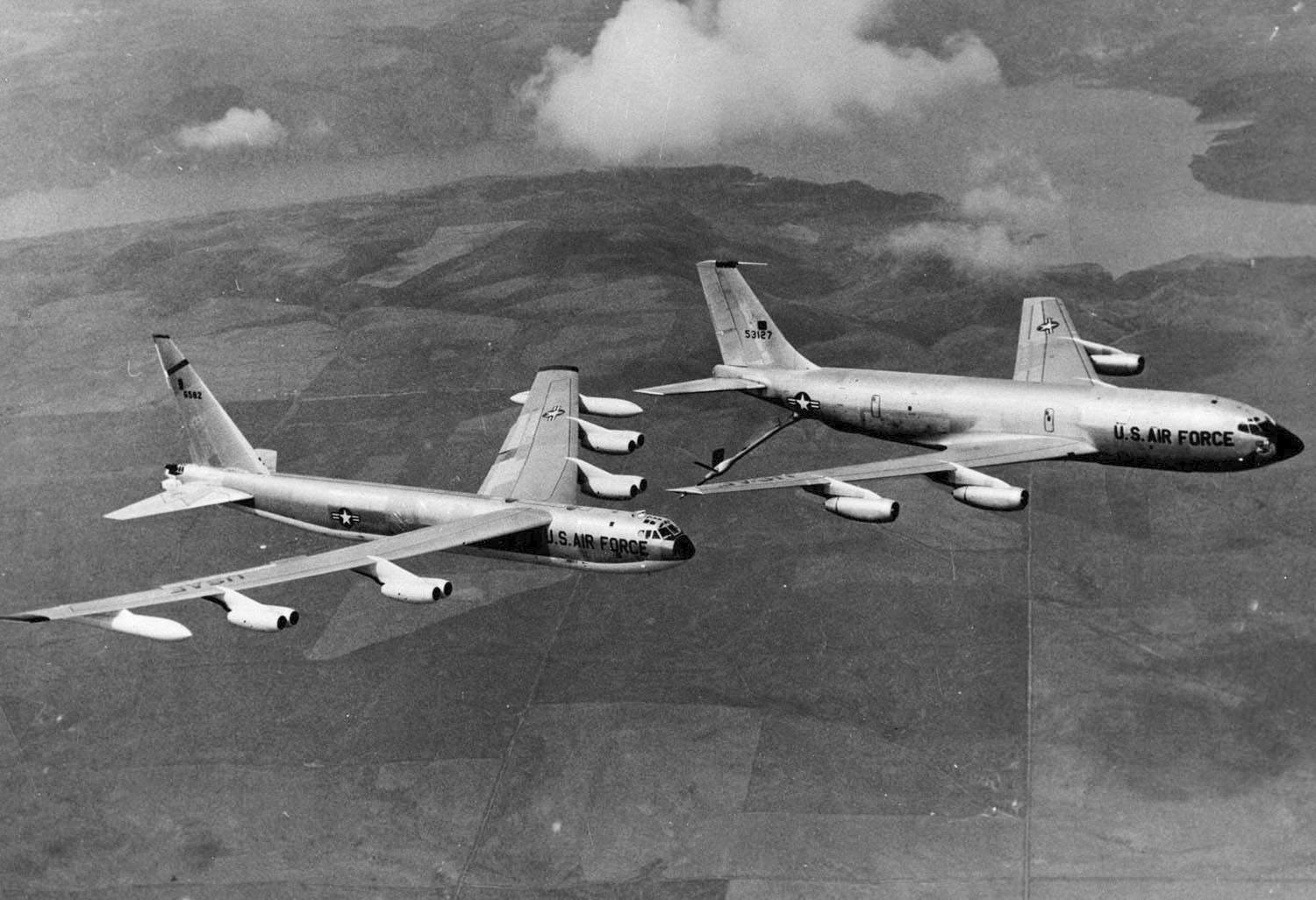
KC-135 et B-52
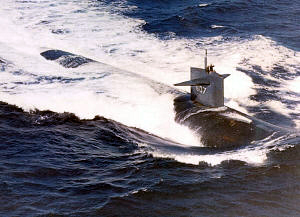
USS Dace

| Date               | Lieu                                                                 | Accident | Gravité      |
| ------------------ | -------------------------------------------------------------------- | --- | ------------ |
| 1950, 13 février   | Au large de la côte Pacifique du Canada.                             | Un bombardier B-36 largue d'urgence une bombe en mer, sans explosion. | Broken Arrow |
| 1950, 11 avril     | États-Unis, (Nouveau-Mexique ?).                                     | Un bombardier B-29 s'écrase contre une montagne et brûle. Aucune explosion. | Dull Sword   |
| 1950, 13 juillet   | Ohio, États-Unis.                                                    | Un bombardier B-50 s'écrase. La charge explosive classique de la bombe saute, l'étage nucléaire reste inactif. | Bent Spear   |
| 1950, 5 août       | Californie, États-Unis.                                              | Un bombardier B-29 s'écrase sur un terrain de camping après son décollage. 19 morts, la bombe reste inactive. | Dull Sword   |
| 1950, 10 novembre  | Estuaire du Saint-Laurent, Canada.                                   | Largage d'urgence d'une bombe en vol, avec destruction volontaire par détonation non nucléaire. | Broken Arrow |
| 1956, 10 mars      | Méditerranée.                                                        | Après l'échec d'un ravitaillement en carburant, un B-47 porteur d'armes nucléaires disparaît sans laisser de trace. | Dull Sword   |
| 1956, 27 juillet   | Grande-Bretagne.                                                     | Un B-47 heurte, en atterrissant, un dépôt d'armes nucléaires à RAF Lakenheath. Les bombes seront endommagées mais n'exploseront pas. | Dull Sword   |
| 1957, 28 juillet   | Océan Atlantique.                                                    | Deux bombes sont larguées d'urgence en mer, sans explosion. Elles ne seront jamais retrouvées. | Empty Quiver |
| 1957, 11 octobre   | Floride, États-Unis.                                                 | Un B-47 s'écrase avec une bombe dont la charge nucléaire n'est pas amorcée. L'avion brûle et la charge classique explose. | Bent Spear   |
| 1958, 31 janvier   | Maroc.                                                               | Un B-47 portant une bombe H s'écrase et brûle. Pas d'explosion nucléaire, mais émission de rayonnement alpha qui entraînera une évacuation de la population. | Bent Spear   |
| 1958, 5 février    | Géorgie, États-Unis.                                                 | Largage en catastrophe d'une bombe par un B-47 après une collision avec un chasseur F-86. Pas d'explosion. | Dull Sword   |
| 1958, 11 mars      | Mars Bluff, Caroline du Nord, États-Unis.                            | Une bombe atomique est larguée par erreur et tombe dans un jardin. Explosion de la charge classique. La maison est détruite et les habitants grièvement blessés. | Bent Spear   |
| 1958, 4 novembre   | Arkansas, États-Unis.                                                | Un B-47 s'écrase après le décollage. Le matériel nucléaire n'est pas endommagé. | Dull Sword   |
| 1958, 26 novembre  | Louisiane, États-Unis.                                               | Un B-47 brûle au sol et émet une faible radioactivité du fait du matériel embarqué. | Dull Sword   |
| 1959, 6 juillet    | Mississippi, États-Unis.                                             | Un C-124 s'écrase avec à son bord une bombe nucléaire. Faible émission radioactive. | Dull Sword   |
| 1959, 25 septembre | entre l'État de Washington et de l'Oregon, États-Unis.               | Une bombe atomique est perdue lors de l'amerrissage d'urgence d'un P5M. | Empty Quiver |
| 1959, 15 octobre   | États-Unis.                                                          | Un B-52 entre en collision avec le KC-135 lors d'un ravitaillement en vol. Une bombe intacte et une partiellement brûlée seront retrouvées dans les débris de l'appareil. | Dull Sword   |
| 1960, 7 juin       | McGuire Air Force Base de New Egypt, New Jersey.                     | Une cuve d'hélium explose et fissure les réservoirs d'un missile de défense anti-aérienne BOMARC-A, muni d'une tête nucléaire. Le feu fait fondre peu à peu le missile et le plutonium, libéré de l'ogive nucléaire, contamine le complexe et les eaux souterraines. | Bent Spear   |
| 1961, 24 janvier   | Près de Seymour Johnson Air Force Base, Goldsboro, Caroline du Nord. | Un bombardier B-52 explose en plein vol, relâchant deux bombes nucléaires W39. Une des bombes tombe dans un champ boueux et s'enfouit à sept mètres de profondeur ; l'autre tombe en douceur après avoir ouvert son parachute. Après étude, il est établi que cinq de ses six dispositifs de sécurité n'ont pas fonctionné : un simple commutateur a empêché l'explosion de cette bombe nucléaire de 2,4 mégatonnes. Une portion enfouie de l'arme contenant de l'uranium n'a pu être récupérée : l'armée a acquis le terrain et fait régulièrement des tests. | Dull Sword   |
| 1961, 14 mars      | Près de Yuba City, Californie.                                       | Un bombardier B-52 transportant deux armes nucléaires s'écrase pendant une mission d'entraînement. Aucune explosion ni contamination n'a lieu. | Dull Sword   |
| 1964, 13 janvier   | Près de Cumberland, Maryland.                                        | Un bombardier B-52, avec deux missiles nucléaires à bord, s'écrase au sol. | Dull Sword   |
| 1965, octobre      | Rocky Flats Plant au nord-ouest de Denver, Colorado.                 | Un feu durant un ravitaillement en carburant d'un avion expose un groupe de 25 personnes à dix-sept fois la limite légale de rayonnement. | Dull Sword   |
| 1965, 5 décembre   | Océan Pacifique.                                                     | Un avion A-4 Skyhawk transportant une arme nucléaire B43 (en) tombe à la mer, avec son pilote, à près de 350 km des côtes japonaises. Il ne fut jamais retrouvé. | Dull Sword   |
| 1966, 17 janvier   | Palomares, en Espagne.                                               | Collision à 9 450 mètres d'altitude entre un Boeing B-52G et un KC-135 Stratotanker au cours d'un ravitaillement en vol. Sur les quatre bombes H que transportaient le bombardier, deux sont détruites lors de leur impact au sol — sans explosion nucléaire mais avec dispersion de matière radioactive —, une dont le parachute de secours s'est déployé est récupérée intacte. La dernière, tombée en mer, sera récupérée après d'intenses recherches 89 jours plus tard.                                                                                   | Bent Spear   |
| 1968, 21 janvier   | Thulé, Groenland.                                                    | Un bombardier B-52 prend feu en vol. L'équipage l'abandonne et il s'écrase sur la banquise, ce qui entraîne la détonation des explosifs conventionnels à bord, la rupture et la dispersion des quatre bombe H qu'il transportait, conduisant à une contamination radioactive. La neige contaminée est envoyée aux États-Unis. | Broken Arrow |
| 1977               | Près des côtes du Kamtchatka, en Russie.                             | Le sous-marin soviétique K-171 largue accidentellement une ogive nucléaire. Après une fouille impliquant des douzaines de navires et avions, l'ogive fut retrouvée. | Empty Quiver |
| 1980               | Arkansas.                                                            | Un missile balistique intercontinental Titan II équipé d'une tête nucléaire explose dans son silo et expulse la tête nucléaire hors du puits. Elle est retrouvée le lendemain à proximité ; ses dispositifs de sécurité ont empêché l'explosion nucléaire et l'émission de matières radioactives. | Broken Arrow |

### Accident sur des réacteurs de propulsion navale

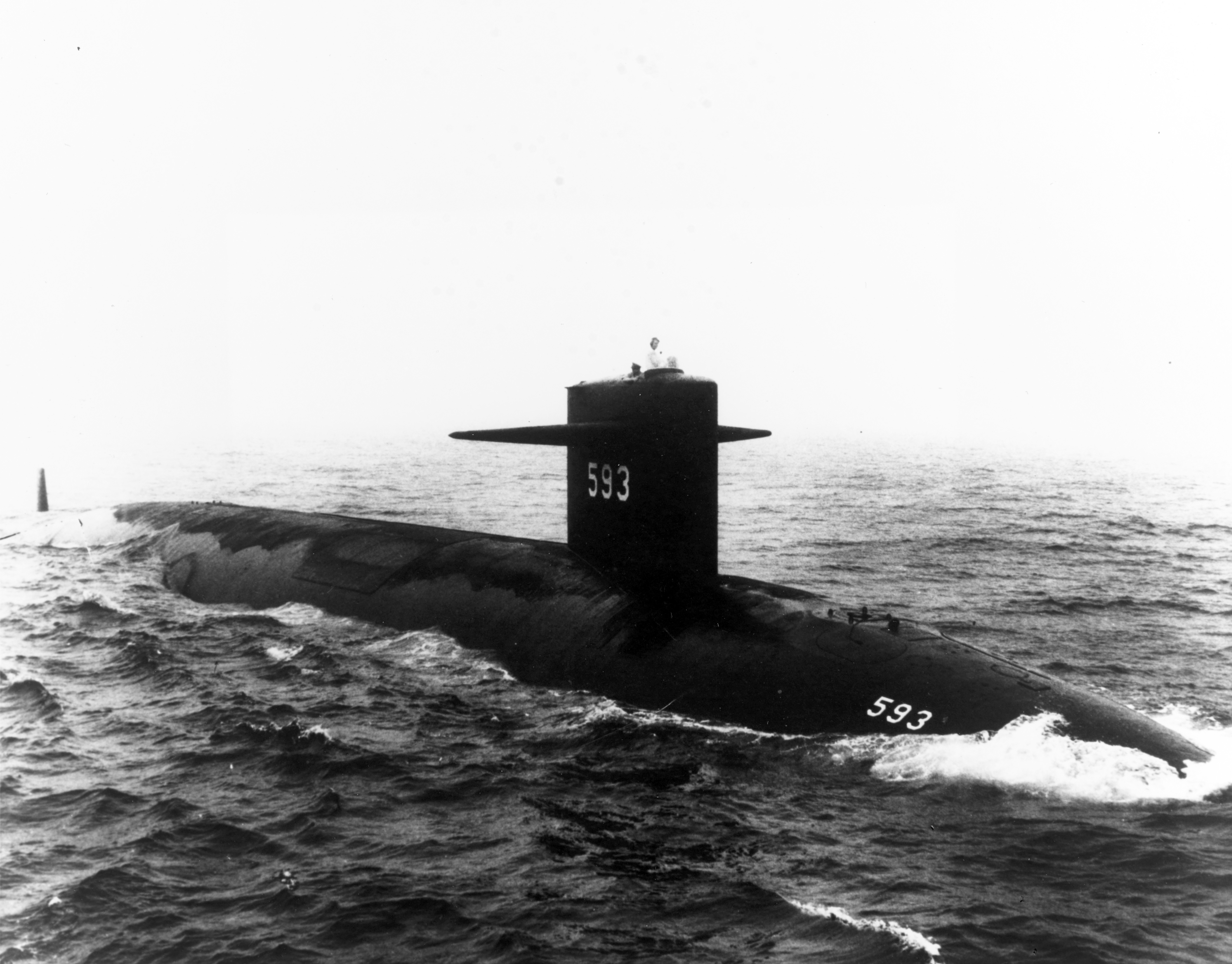
USS Thresher (SSN-593)

| Date            | Lieu                                                                               | Accident | Gravité    |
| --------------- | ---------------------------------------------------------------------------------- | --- | ---------- |
| 1961.           |                                                                                    | Le sous-marin USS Theodore Roosevelt (SSBN-600) (en) tente de se débarrasser de la résine usagée de son système de déminéralisation (utilisé pour éliminer les particules et minéraux radioactifs dissous dans les circuits de refroidissement primaire). Le navire est contaminé quand le vent renvoie la résine dans sa direction. | Dull Sword |
| 1961, 4 juillet | Au large de la côte de la Norvège.                                                 | Le sous-marin soviétique K-19 du projet 658 Hotel est victime d'un accident majeur après une défaillance du système de refroidissement du réacteur tribord. L'incident contamine l'équipage, tuant 8 marins. Le cœur du réacteur atteint 800 °C, presque suffisant pour faire fondre les barres de combustible. L'équipage reprend le contrôle grâce à la fabrication d'un système de refroidissement auxiliaire avec les matériaux à bord et au sacrifice des 8 marins. Le sous-marin sera remis en service ultérieurement mais sera connu sous le sobriquet de "Hiroshima" parmi les sous-mariniers soviétiques. | Dull Sword |
| 1963, 10 avril  | À l'est de Boston, Massachusetts.                                                  | Le sous-marin nucléaire d'attaque USS Thresher (SSN-593) coule avec 129 hommes à son bord durant des essais en mer. | Dull Sword |
| 1968, 22 mai    | Océan Atlantique.                                                                  | Le USS Scorpion (SSN-589) coule brusquement à grande profondeur cause probable: Explosion d'une torpille au tube, 99 hommes à son bord. | Dull Sword |
| 1970, 12 avril  | Océan Atlantique.                                                                  | Le sous-marin nucléaire d'attaque de la marine soviétique K-8 du projet 627A classe November, subit des incendies simultanés dans deux compartiments en plongée. Le sous-marin refait surface et tente d'accrocher un câble de remorquage à un navire de la marine marchande soviétique, mais il échoue. Le sous-marin coule, tuant 52 hommes. | Dull Sword |
| 1985, 10 août   | Dans la baie de Tchajma, près de Vladivostok.                                      | Explosion du réacteur nucléaire du sous-marin K-431 soviétique (projet 675) lors de sa recharge. Dix hommes d'équipage meurent sur le coup. L’explosion projeta des particules de matériel à plusieurs kilomètres. Plus de 100 000 curies de radioactivité furent mesurés alentour et il fallut plus de deux heures pour éteindre l’incendie. Un vaste secteur reste non dépollué et est toujours ouvert aux activités humaines. Les 2 000 habitants de la baie n'ont jamais été évacués. Le démantèlement du sous-marin a débuté en septembre 2010, malgré les protestations des riverains.                       | Bent Spear |
| 2000, 12 août   | Mer de Barents, au nord de la Norvège et de la Russie occidentale, océan Arctique. | Naufrage, à la suite d'une double explosion, lors d'un exercice du sous-marin russe à propulsion nucléaire Koursk du projet 949A Oscar II, avec 118 hommes à son bord. Aucun survivant. | Dull Sword |
| 2005, 7 janvier | Près de l'Île de Guam, océan Pacifique.                                            | Un sous-marin américain de la classe Los Angeles : l'USS San Francisco (SSN-711) heurte violemment une montagne sous-marine. Un membre d'équipage est tué après avoir été projeté contre une pompe auxiliaire. Plusieurs blessés dans l'équipage. La coque épaisse du sous-marin a résisté ; pas de voie d'eau | Dull Sword |